# Плодоїд малий
Плодоїд малий (Pipreola chlorolepidota) — вид горобцеподібних птахів родини котингових (Cotingidae). Мешкає в Андах.

## Опис
Малий плодоїд є найменшим представником свого роду, його довжина становить 12-13 см, а вага 8 г. У самців голова і верхня частина тіла яскраво-зелені, третьорядні покривні пера крил мають білі кінчики. Горло і груди яскраво-оранжево-червоні, контрастують з зеленою рештою нижньої частини тіла. Центральна частина живота жовтувато-зелена. У самиць груди зелені, а на животі є жовтувато-зелені смуги. Райдужки блідо-сірі, дзьоб рожевувато-оранжевий з темним кінчиком, лапи оранжеві.

## Поширення і екологія
Малі плодоїди мешкають на східних схилах Анд на півдні Колумбії (південно-східна Каука, західна Какета), в Еквадорі (зокрема в Національному парку Санґай) і Перу (на південь до Паско, локально на південь до Пуно). Вони живуть в нижньому і середньому ярусах вологих гірських тропічних лісів. Зустрічаються поодинці або парами, переважно на висоті від 600 до 1200 м над рівнем моря. Часто приєднуються до змішаних зграй птахів. Живляться ягодами, плодами і безхребетними. Розмножуються протягом всього року. Гніздо чашоподібне, робиться з моху, розміщується низько над землею, в кладці 2 яйця.